# Sashenka
Sashenka est un roman écrit par Simon Sebag Montefiore.
Il a été publié en novembre 2008 au Royaume-Uni. Il est paru en édition brochée en France en mars 2010 aux éditions Belfond, et en livre de poche en avril 2011 (traduction par Irène Offermans).
Il met en scène la vie de Sashenka Zeitlin, jeune femme idéaliste et communiste, dont la vie va être bouleversée par la Révolution d'Octobre, les Grandes Purges des années 1937-1938 et par la Seconde Guerre mondiale. 
L'héroïne va en effet passer du statut de membre éclairé de la Nomenklatura communiste à l'état de prisonnier politique envoyé dans un camp de travail du Goulag, sa famille étant broyée en même temps qu'elle.

## Sources
- Résumé du premier tiers de l'histoire sur le site Le courrier de Russie
- Interview de l'auteur sur son ouvrage